# Pheidole hecate
Pheidole hecate är en myrart som beskrevs av Wheeler 1911. Pheidole hecate ingår i släktet Pheidole och familjen myror.

## Underarter
Arten delas in i följande underarter:
- P. h. bruesi
- P. h. hecate
- P. h. malevola